# Magyarország a 2006-os fedett pályás atlétikai világbajnokságon
Magyarország a Moszkvában megrendezett 2006-os fedett pályás atlétikai világbajnokság egyik részt vevő nemzete volt. Az ország a versenyen öt sportolóval képviseltette magát.

## Eredmények

### Férfi
| Versenyző    | Versenyszám | Előfutam | Előfutam | Előfutam | Elődöntő | Elődöntő | Elődöntő | Döntő   | Döntő    |
| Versenyző    | Versenyszám | Idő      | Hely.    | Össz.    | Idő      | Hely.    | Össz.    | Idő     | Helyezés |
| ------------ | ----------- | -------- | -------- | -------- | -------- | -------- | -------- | ------- | -------- |
| Dobos Gábor  | 60 m        | 6,73     | 1.       | 19.      | 6,75     | 8.       | 19.      | kiesett | kiesett  |
| Takács Dávid | 800 m       | 1:49,61  | 4.       | 20.      | kiesett  | kiesett  | kiesett  | kiesett | kiesett  |

| Versenyző        | Versenyszám | 60 m       | 60 m       | Távolugrás | Távolugrás | Súlylökés  | Súlylökés  | Magasugrás | Magasugrás | 60 m gát   | 60 m gát   | Rúdugrás   | Rúdugrás   | 1000 m     | 1000 m     | Végeredmény | Végeredmény |
| Versenyző        | Versenyszám | Idő        | Pont       | Eredmény   | Pont       | Eredmény   | Pont       | Eredmény   | Pont       | Idő        | Pont       | Eredmény   | Pont       | Idő        | Pont       | Pont        | Helyezés    |
| ---------------- | ----------- | ---------- | ---------- | ---------- | ---------- | ---------- | ---------- | ---------- | ---------- | ---------- | ---------- | ---------- | ---------- | ---------- | ---------- | ----------- | ----------- |
| Zsivoczky Attila | Hétpróba    | Nem indult | Nem indult | Nem indult | Nem indult | Nem indult | Nem indult | Nem indult | Nem indult | Nem indult | Nem indult | Nem indult | Nem indult | Nem indult | Nem indult | Nem indult  | Nem indult  |

### Női
| Versenyző        | Versenyszám | Selejtező | Selejtező | Döntő    | Döntő    |
| Versenyző        | Versenyszám | Eredmény  | Helyezés  | Eredmény | Helyezés |
| ---------------- | ----------- | --------- | --------- | -------- | -------- |
| Győrffy Dóra     | Magasugrás  | 1,90 m    | 11.       | kiesett  | kiesett  |
| Molnár Krisztina | Rúdugrás    | 4,35 m    | 12.       | kiesett  | kiesett  |